# Manuel Pagès i Mercader
Manuel Pagès i Mercader (Barcelona, 20 d'abril de 1883 - Barcelona, 24 de febrer de 1968) fou un polític nacionalista català.

## Biografia
Va néixer al carrer Consell de Cent de Barcelona, fill de Jaume Pagès i Bori, natural de Sant Climent de Llobregat, i de Gertrudis Mercader i Marrugat, natural de Vilanova i la Geltrú.
El 1906 militava a la Joventut Autonomista de Barcelona i el 1907 fou un dels fundadors de l'Associació Nacionalista Catalana, partidària de Domènec Martí i Julià, i que es relacionà amb els sectors més radicals de la Unió Catalanista. Viatjà per Cuba i Mèxic, on va contactar amb grups radicals com el Grop Nacionalista Radical. Fou un dels fundadors d'Estat Català, del qual n'organitzà els Escamots i se n'encarregà de la redacció del seu òrgan, L'Estat Català. Després fou afí a Nosaltres Sols!, però com a catalanista independent. Viatjà per Sardenya i va escriure alguns llibres.
Es va casar amb Montserrat Riera i Casajoan.

## Obres
- Crònica descriptiva d'Alguer (1957)
- Estampes de Sardenya (1960)